# Grekiska militärjuntan 1967–1974
Grekiska militärjuntan 1967–1974 eller Översteregimen (grekiska: Το καθεστώς των Συνταγματαρχών, To kathestos ton Syntagmatarhon), Juntan (grekiska: Η Χούντα I Hunta) och De sju åren (grekiska: Η Επταετία, I Eptaetia) är benämningar som åsyftar en rad militärregeringar som styrde Grekland som en diktatur från 1967 till 1974.
Militärstyret inleddes med en statskupp om morgonen den 21 april 1967 under ledning av en grupp överstar från den grekiska försvarsmakten och avslutades i juli 1974 efter att ha stått bakom en misslyckad kupp mot presidenten och ärkebiskopen Makarios III på Cypern samma sommar, med resultatet att Turkiet ockuperade den nordliga delen av ön.

## Bakgrund
Både kuppen och det kommande ”överstestyret” kan ses som en vidareföring och avslutning av den 30 år långa nationella splittringen som kom till uttryck både i den delade motståndskampen under axelmakternas ockupation under andra världskriget och sedermera i inbördeskriget fram till 1949. Senare, och fram till kuppen, skall amerikansk inblandning och stöd till kuppmakarna ha sin bakgrund i kalla kriget.

## Kuppen
Strax innan det planerade valet skulle äga rum genomförde militära ledare, under ledning av brigadgeneral Stylianos Pattakos och överstarna Georgios Papadopoulos och Nikolaos Makarezos en statskupp tidigt om morgonen den 21 april 1967. De lyckades snabbt ta makten på grund av överraskningsmomentet och allmän förvirring om vad som egentligen försiggick. Pattakos var chef för en militär utbildningsanstalt (Κέντρο Εκπαίδευσης Τεθωρακισμένων, ΚΕΤΘ) i Aten och kuppmakarna fick stridsvagnar utplacerade på strategiska platser runt om i huvudstaden och säkrade kontrollen över staden. Samtidigt ryckte små, mobila enheter ut och arresterade ledande politiker och andra centrala personer, samt fängslade vänsterorienterade personer. En av de som först arresterades var överbefälhavaren för de grekiska styrkorna, generallöjtnant Gregorios Spandidakis. Redan tidigt på morgonen hade kuppmakarna säkrat full kontroll och alla ledande politiker, inklusive premiärminister Panagiotis Kanellopoulos var arresterade.

## Kungens roll
Medan stridsvagnar körde runt på Atens gator blev Kung Konstantin II på morgonen under kuppen uppmanad att utlysa allmän mobilisering mot kuppmakarna, men han nekade till att göra detta. Istället lät han de nya makthavarna avlägga en ed och uttryckte att han var ”säker på att de handlat i avseende att rädda landet”. Kungen var isolerad med stridsvagnar utanför residenset. Detta gjorde emellertid att han för många greker blev associerad med kuppmakarna. Detta var ett intryck som icke ändrades av kungens försök till motkupp den 13 december 1967. Motkuppen misslyckades och hela den kungliga familjen flydde till Rom tillsammans med den nya premiärministern Konstantinos Kollias och befann sig i exil resten av juntaperioden.

## Juntans styre
Efter att kungen och den nya premiärministern hade flytt landet, hade inte landet någon legalt statsöverhuvud eller statsmyndighet. Men juntaledningen skapade ett så kallat revolutionärt råd, bestående av Pattakos, Papadopoulos och Makarezos, och de utnämnde generalmajor Georgios Zoitakis till ny statschef. Zoitakis utnämnde därefter Papadopoulos till premiärminister. År 1972 byttes Zoitakis ut som president mot Papadopoulos. Makthavarnas formella status förblev oklar, kungens porträtt fortsatte finnas på mynt, på offentliga byggnader etcetera. Men långsamt avvecklade kuppmakarna monarkin som institution: den kungliga familjens skattebefrielse drogs in, de kungliga välgörenhetsorganisationerna lades under statlig styrning, de kungliga symbolerna togs bort från mynt och penningsedlar, marinen och luftförsvaret var ej längre ”kungliga” och tidningar och andra medier förbjöds att visa bilder eller publicera intervjuer av och med de kungliga.
Under hela överstestyret växte det folkliga motståndet mot regimen och organiserades bättre i exilmiljöer i USA och Europa. Till överstarnas överraskning kom inte detta motstånd bara från de traditionella vänsterorienterade miljöerna, men också från kretsar som traditionellt stöttat högerorienterade krafter, som monarkister, näringslivet som fick problem med internationell isolering och medelklassen som upplevde en period av ekonomisk nedgång. Dessutom fanns det stora spänningar internt i juntan, men fram till 1973 hade de en stram kontroll över landet.
Juntan omtalade kuppen som en ”revolution för att rädda nationen”. Deras officiella skäl var att en ”kommunistisk konspiration” hade infiltrerat statsförvaltningen, akademin, medierna och till och med inom militära kretsar. Det som kännetecknade juntan var deras egen terminologi, kuppen kallades revolution, motståndarna kallades anarkokommunister, de tidigare politikerna kallades gammelpartiister. Ateism och populärkultur som rock och hippier sågs som en del av konspirationen. Tankefrihet och pressfrihet upphävdes omgående, politiska partier förbjöds och militärdomstolar inrättades. Brott mot mänskliga rättigheter var utbrett.